# Орден «За храбрость» (Сирия)
Орден «За храбрость» — государственная награда Сирийской Арабской Республики.

## История
Орден «За храбрость» был учреждён 20 июля 1964 года в трёх степенях в целях поощрения военнослужащих за проявленные факты самоотверженности, храбрости и доблести в военных операциях. С 1976 года орден начали вручать в том числе и гражданским лицам, а также иностранцам.

## Степени
Орден имеет три степени:
| Орденские планки | Орденские планки | Орденские планки |
| ---------------- | ---------------- | ---------------- |
| 1 степень        | 2 степень        | 3 степень        |
|                  |                  |                  |

Степень награды определяется чином награждаемого.

## Описание
Размер знака зависит от степени.
Знак ордена — восьмиконечная звезда, формируемая пучками разновеликих двугранных лучиков. В центре круглый медальон с каймой. В медальоне в атаке скачущий по земле воин на коне с копьём и круглым щитом в одной руке и с саблей — в другой. На земле надпись на арабском языке «За храбрость». Внизу на кайме композицию обрамляют две лавровые ветви зелёной эмали.
Знак при помощи переходного звена в виде двух лавровых ветвей крепится к орденской ленте.
Орденская лента тёмно-синего цвета с тремя белыми полосками, обременёнными красной полоской по центру. В зависимости от степени, на ленту крепятся бронзовая накладка: для 1 степени — дубовый лист, для 2 степени — пятиконечная звёздочка.